# Knud Bielefeld
Knud Bielefeld (* 1967 in Rendsburg) ist ein deutscher Hobby-Namenforscher.

## Leben
Bielefeld studierte Wirtschaftsinformatik in Flensburg und schloss sein Studium mit Diplom ab. Seit 1996 wertet Bielefeld Geburtsmeldungen – meist von Geburtskliniken – aus ganz Deutschland aus und veröffentlicht jährlich online ein Ranking der beliebtesten Vornamen, seit 2001 auf einer eigens hierfür geschaffenen Webseite. Dieses Ranking wird regelmäßig von den Medien in ihrer Berichterstattung aufgegriffen.
Bielefeld ist verheiratet, hat einen Sohn und lebt mit seiner Familie in Ahrensburg bei Hamburg.
Am 16. Juni 2019 war Bielefeld Kandidat in der NDR-Sendung Kaum zu glauben!.

## Beliebteste Vornamen
Die von Bielefeld ermittelten beliebtesten Vornamen waren:
| Jahr | häufigster Mädchenname | häufigster Jungenname |
| ---- | ---------------------- | --------------------- |
| 1996 | Anna                   | Lukas / Lucas         |
| 1997 | Anna                   | Jan                   |
| 1998 | Anna                   | Jan                   |
| 1999 | Sarah                  | Jan                   |
| 2000 | Anna                   | Lukas / Lucas         |
| 2001 | Anna                   | Niklas                |
| 2002 | Anna                   | Jan                   |
| 2003 | Anna                   | Jan                   |
| 2004 | Marie                  | Lukas / Lucas         |
| 2005 | Leonie / Leoni         | Lukas / Lucas         |
| 2006 | Anna                   | Lukas / Lucas         |
| 2007 | Hannah / Hanna         | Leon                  |
| 2008 | Hannah / Hanna         | Leon                  |
| 2009 | Mia                    | Leon                  |
| 2010 | Mia                    | Leon                  |
| 2011 | Mia                    | Ben                   |
| 2012 | Mia                    | Ben                   |
| 2013 | Mia                    | Ben                   |
| 2014 | Emma                   | Ben                   |
| 2015 | Mia                    | Ben                   |
| 2016 | Mia                    | Ben                   |
| 2017 | Emma                   | Ben                   |
| 2018 | Emma                   | Ben                   |
| 2019 | Emma                   | Ben                   |
| 2020 | Mia                    | Noah                  |
| 2021 | Emilia                 | Matteo                |
| 2022 | Emilia                 | Noah                  |
| 2023 | Emilia                 | Noah                  |
| 2024 | Emilia                 | Noah                  |

## Veröffentlichungen
- Annemarie Lüning und Knud Bielefeld: Von Finn und Finja, Freya und Fritz. Die beliebtesten Vornamen der Norddeutschen. Vitolibro, Malente 2016. ISBN 978-3-86940-017-4.
- Annemarie Lüning und Knud Bielefeld: Na sag: Wie soll es denn heißen?: Die beliebtesten Vornamen der Deutschen – Das Jahrbuch für 2016/2017. Vitolibro, Malente 2016. ISBN 978-3-86940-018-1
- Annemarie Lüning und Knud Bielefeld: So will ich heißen! Das norddeutsche Namensbuch. Vitolibro, Malente 2021. ISBN 978-3-86940-142-3.